# (16838) 1997 WT39
A (16838) 1997 WT39 a Naprendszer kisbolygóövében található aszteroida. A LINEAR projekt keretében fedezték fel 1997. november 29-én.